# 스피인

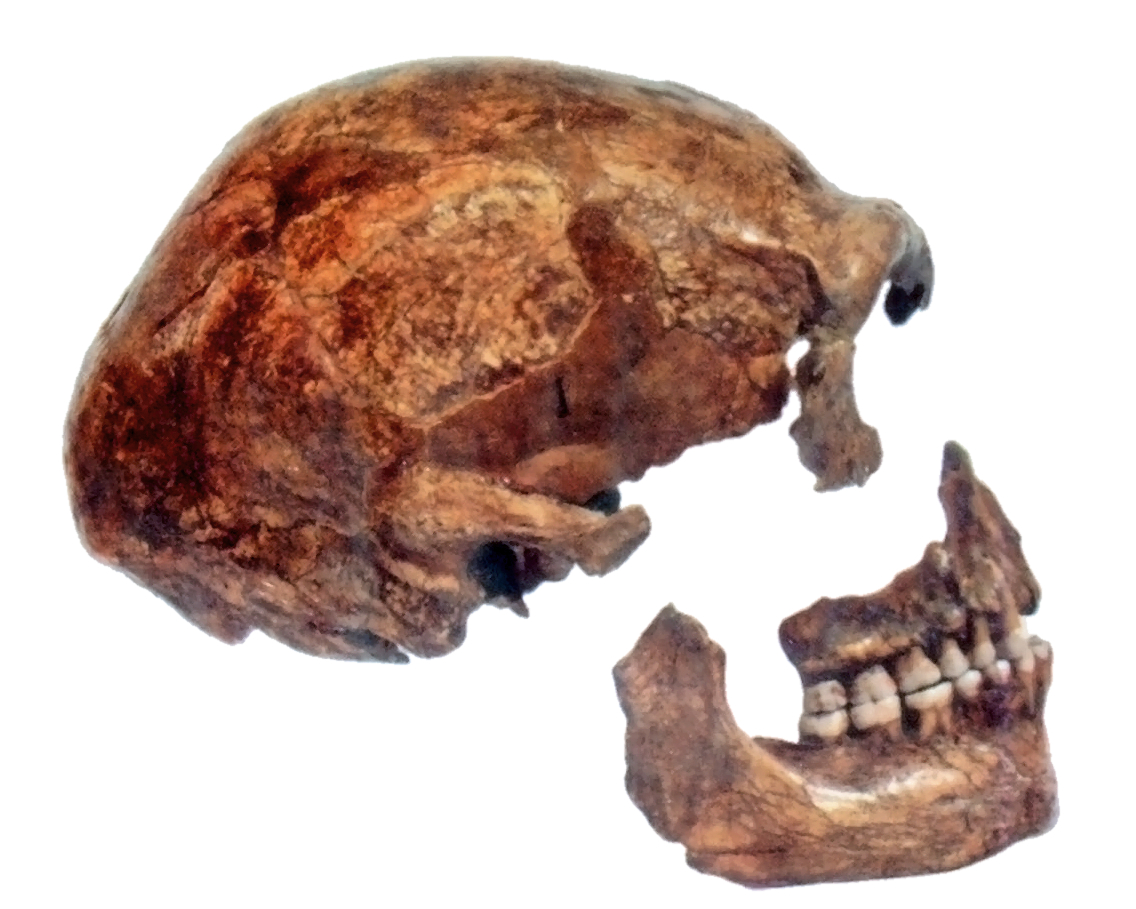
스피 화석

스피인은 1882년~1886년 벨기에 스피(Spy)의 동굴에서 발견된 네안데르탈인의 화석에 붙여진 이름이다. 요한 카를 플로트는 1877년에 사망하였으나 이 화석의 발견으로 그의 주장에 신빙성을 더해 주었다.
4년간의 발굴 끝에 스피에 동굴에서 거의 완벽하게 보존된 여러 연령대의 네안데르탈인의 유골 화석이 발견됨으로써 네안데르탈인 화석을 발견한 요한 칼 플로트의 주장이 거짓이 아니라는 시각이 유럽에 확산되게 되었다. 이 화석과의 비교 결과 네안데르탈 동굴에서 발견된 첫 화석은 비타민 C의 부족으로 골종과 구루병을 앓아서 뼈가 더 휘어 있었으며 이후 네안데르탈인이 정당한 원시인의 하나라는 견해가 확산되었다. 네안데르탈인이 정상적인 인종으로 인정된 것은 스피에 인이 발견되고도 20년이 지난 1900년대 초였다.